# La Roda
La Roda község Spanyolországban, Albacete tartományban. Lakosainak száma 15 610 fő (2024).

## Földrajza
La Roda Albacete, La Gineta, Barrax, Lezuza, Munera, Villarrobledo, Minaya, Casas de Haro, Pozoamargo, Casas de Benítez, Fuensanta, Tarazona de la Mancha és Montalvos községekkel határos.

## Népesség
A település lakosságának változását az alábbi diagram mutatja:
| Lakosok száma | 13 793 | 14 550 | 15 288 | 16 060 | 16 414 | 15 979 | 15 748 | 15 476 | 15 401 | 15 610 |
|               | 2001   | 2004   | 2006   | 2009   | 2011   | 2014   | 2016   | 2019   | 2021   | 2024   |